# Cruising with Ruben & the Jets
Cruising with Ruben & the Jets is het vierde album van Frank Zappa met The Mothers of Invention. Het heeft als ondertitel 'Greasy Love Songs' en werd uitgebracht in 1968 als onderdeel van Zappa's project No Commercial Potential. Net als de andere albums van het project (Lumpy Gravy, We're Only in It for the Money en Uncle Meat) bevat het album een mix van experimentele rock, satire, doowop en surfrock.

## Achtergrond en opname
Ruben & the Jets is de naam van een fictieve chicano-band (chicano is van oorsprong een denigreerde benaming voor Amerikaanse Mexicanen). Het idee voor het album ontstond in de studio tijdens de opnamen voor We're Only in It for the Money. Zowel geluidstechnicus Dick Kunc als de leden van The Mothers of Invention hadden een liefde voor doowop al opgedaan in hun middelbareschooltijd. Doowop is een rock-'n-rollvariant vol betekenisloze, meestal a capella gezongen teksten en is oorspronkelijk ontstaan vanuit de rhythm-and-blues in de Afro-Amerikaanse gemeenschap. 
Cruising with Ruben & the Jets is een album dat snel gemaakt werd als nevenproject. De opnamen vonden plaats in de Apostolic Studios in New York, in dezelfde periode als de opnamen voor Uncle Meat. Zanger Ray Collins, die in juli 1967 de band verlaten had, kwam The Mothers of Invention tijdelijk versterken. Het album bevatte vier heropnamen van nummers die op het debuutalbum Freak Out! van de groep stonden: "How Could I Be Such a Fool", "You Didn't Try to Call Me", "Anyway the Wind Blows" en "I'm Not Satisfied". De arrangementen werden aangepast om binnen het concept van het album te passen.

## Nummers
Alle nummers zijn geschreven door Frank Zappa, tenzij anders aangegeven. Medeauteur Paul Buff is een geluidstechnicus, technicus en producer met wie Zappa midden jaren zestig samengewerkte.
| 1.                 | Cheap Thrills              |                    | 2:23 |
| 2.                 | Love of My Life            |                    | 3:10 |
| 3.                 | How Could I Be Such a Fool |                    | 3:35 |
| 4.                 | Deseri                     | Collins, Paul Buff | 2:07 |
| 5.                 | I'm Not Satisfied          |                    | 4:03 |
| 6.                 | Jelly Roll Gum Drop        |                    | 2:20 |
| 7.                 | Anything                   | Collins            | 3:04 |
| Totale duur: 21:23 |                            |                    |      |

| 8.                 | Later That Night          |                | 3:06 |
| 9.                 | You Didn't Try to Call Me |                | 3:57 |
| 10.                | Fountain of Love          | Zappa, Collins | 3:01 |
| 11.                | No. No. No.               |                | 2:29 |
| 12.                | Anyway the Wind Blows     |                | 2:58 |
| 13.                | Stuff Up the Cracks       |                | 4:35 |
| Totale duur: 20:37 |                           |                |      |

## Musici
The Mothers of Invention
- Frank Zappa – gitaar, muzikale leiding
- Ray Collins - zang
- Jimmy Carl Black – drums
- Art Trip - drums
- Roy Estrada – basgitaar, zang
- Billy Mundi – drums, percussie
- Don Preston – keyboards
- Bunk Gardner – saxofoon
- Ian Underwood - piano
- Jim 'Motorhead' Sherwood - saxofoon en tamboerijn

## Productie
- Frank Zappa – producer, arrangeur
- Dick Kunc – engineer
- Cal Schenkel – hoesontwerp

## Overig
Muzikant Rubén Guevara ontmoette Frank Zappa tijdens een luisterfeestje bij Zappa thuis in Laurel Canyon, waar Zappa voorstelde dat Guevara door zou gaan met Ruben & the Jets met een eigen bezetting. In 1973 brachten zij het door Zappa geproduceerde album For Real! uit.